# Gravador digital de dados de voo
O gravador digital de dados de voo (em inglês DIgital flight data recorder) é um equipamento que registra a conversação dos pilotos e também dados relativos ao funcionamento dos sistemas durante o voo de aeronaves, sendo também conhecido como caixa preta.